# 裕德堂花厅
裕德堂花厅，位于江苏省苏州市吴中区东山镇人民街，建于清道光十七年（1837年），被誉为“江南第一花厅”，保存完好。面阔三间，进深七檩。顶部为海棠椽厅形式，似盛开的海棠。花园内堆以太湖石假山。1986年3月25日，裕德堂花厅列为吴县文物保护单位，已转为苏州市文物保护单位。